# Madonna di Cambrai
La Madonna di Cambrai, anche detta Notre-Dame de Grâce, è una piccola copia italo-bizantina di un'icona della Madonna Eleusa (Madonna della dolcezza) prodotta intorno al 1340 da un anonimo, forse della scuola senese.
L'opera sulla quale è basata è stata probabilmente prodotta in Toscana intorno al 1300, ed influenzò un gran numero di pittori nel secolo successivo e scultori fiorentini dagli anni quaranta e cinquanta del Quattrocento. Nel XIV e XV secolo molti artisti copiarono questa versione in Italia e nell'Europa del nord; la Madonna di Tarquinia di Filippo Lippi è un esempio molto noto.
Quando nel 1450 il dipinto venne portato a Cambrai, allora parte del Sacro Romano Impero e governata dai duchi di Borgogna, oggi in Francia, si credeva fosse un originale di San Luca evangelista, santo patrono degli artisti, per il quale Maria stessa posò come modella. Di conseguenza era considerata una reliquia, e si credeva che Dio concedesse dei miracoli a coloro che viaggiavano con essa.
L'importanza dell'opera va al di là del suo valore estetico fungendo da ponte tra la tradizione delle icone Bizantine e il Quattrocento italiano, ed ispirando i primitivi fiamminghi. Dopo la caduta di Costantinopoli nel 1453 vennero commissionate delle copie del dipinto per finanziare la crociata che voleva lanciare Filippo III, annunciata con il banchetto del fagiano e mai concretizzatasi.

## Descrizione

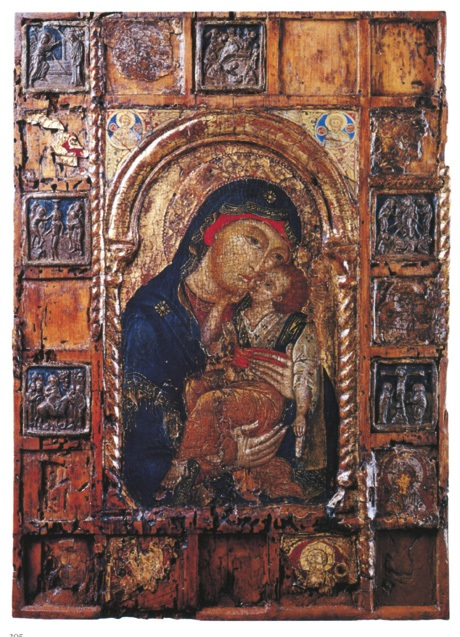
Icona della Vergine Eleousa, Venezia, metà Trecento

L'opera è dipinta con tempera su un pannello di cedro, ora supportato da una tavola più recente. Misura 35.5 × 26.5 cm ed è in buone condizioni, seppur presenti qualche piccolo ritocco. Le iniziali "MR, DI, IHS, XRS" stanno per Mater Dei, Jesu Christus, "Madre di Dio, Gesù Cristo". Lo sfondo è dorato, caratteristica tipica delle icone bizantine, mentre Maria indossa una veste blu con decorazioni dorate ai bordi. Cristo, che è spesso presente in questo tipo di rappresentazioni, ha il corpo di un uomo adulto piuttosto che quello di un bambino. È massiccio, e troppo grande per essere un neonato.
Maria viene descritta come un'Eleusa a causa della tenerezza con cui il Bambino è accoccolato contro la sua guancia, rendendo l'immagine una rappresentazione dell'intimo legame che lega una madre al figlio. La testa è inclinata verso suo figlio ed è appoggiata alla sua guancia quasi come se lo stesse per baciare, mentre le sue braccia lo cullano dolcemente. Il bambino ha una gamba piegata mentre l'altra è estesa verso di lei; con la sua mano destra tiene il mento della Madonna. Questo coinvolgimento della madre e del bambino, in sintonia con il Quattrocento italiano, è una deviazione dalla tradizione bizantina, dove spesso Maria e Gesù erano ritratti a quasi un braccio di distanza.
L'origine italiana di quest'opera è mostrata dalla «modellazione più sottile dei visi, l'aspetto volumetrico dei tessuti con pieghe dolci, dalle inscrizioni latine» e dalle decorazioni delle aureole. Le varie peculiarità delle diverse versioni indicano che molte versioni italiane furono copiate da una singola fonte: prima di tutto la vicinanza dei visi, il loro quasi abbraccio, e l'insolita concentrazione delle fattezze del viso del Bambino in una piccola porzione della testa.

## Leggenda e storia

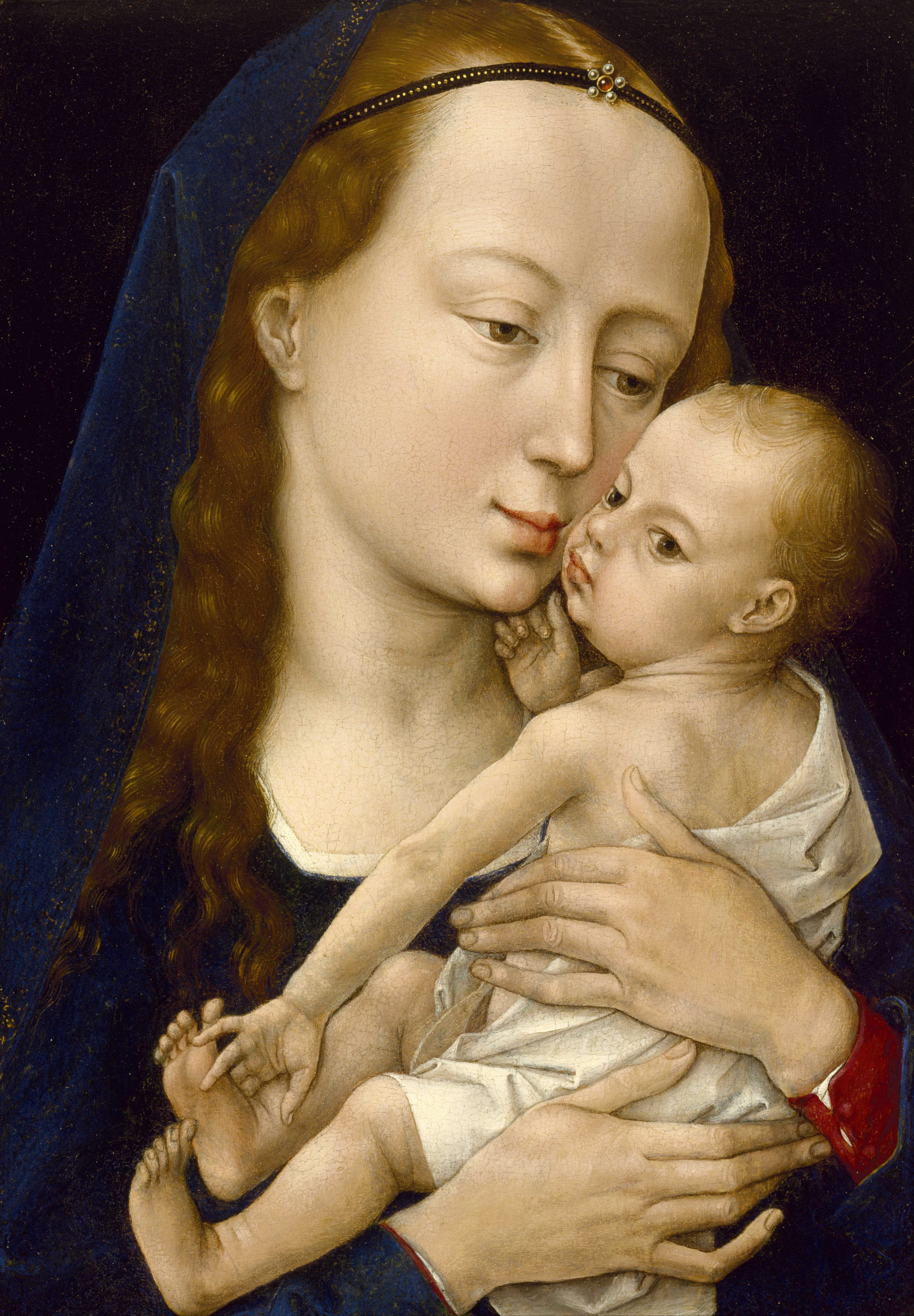
Rogier van der Weyden, Madonna col Bambino, Houston Museum of Fine Arts; una libera interpretazione della Madonna di Cambrai da cui prenderà ispirazione Dieric Botus

La Madonna di Cambrai venne comprata da Jean-Allarmet, cardinale di Brogny, oggi Annecy-le-Vieux, che la diede al suo segretario Fursy de Bruille, un canonico del capitolo della Cattedrale di Cambrai, il quale si trovava a Roma nel 1440. De Bruille la portò a Cambrai pensando fosse un'opera autografa di San Luca, e nel 1450 la presentò alla vecchia Cattedrale di Cambrai, oggi non più esistente, dove venne installata con una grande cerimonia nella Cappella della Santissima Trinità il 13 agosto dell'anno seguente, due giorni prima dell'Assunzione. Quasi immediatamente divenne oggetto di pellegrinaggio, riflettendo l'appetito contemporaneo per nuove immagini devozionali. Nel 1453 venne fondata una Confraternita per la “cura e venerazione” della reliquia, che dal 1455 viene portata in processione durante la festa dell'Assunzione, il 15 agosto.
Secondo la leggenda, l'icona venne segretamente adorata a Gerusalemme durante le persecuzioni dei cristiani. Venne poi donata a Pulcheria, figlia dell'imperatore Arcadio nel 430, e portata a Costantinopoli, dove venne pubblicamente venerata per secoli.
A Cambrai l'opera attrasse migliaia di pellegrini, tra cui Filippo III di Borgogna (1457), Carlo I di Borgogna (1460) e Luigi XI di Francia, che lasciò il suo regno per vederla nel 1468, nel 1477, e nel 1478. Filippo III incoraggiò la crescita del culto dell'icona, commissionandone molte copie dopo la caduta di Costantinopoli del 1453. Filippo sperava che la Madonna di Cambrai potesse fungere da importante icona attorno alla quale poteva radunare abbastanza fervore religioso da lanciare una crociata per riprendere la città, un'idea che non si concretizzò mai.

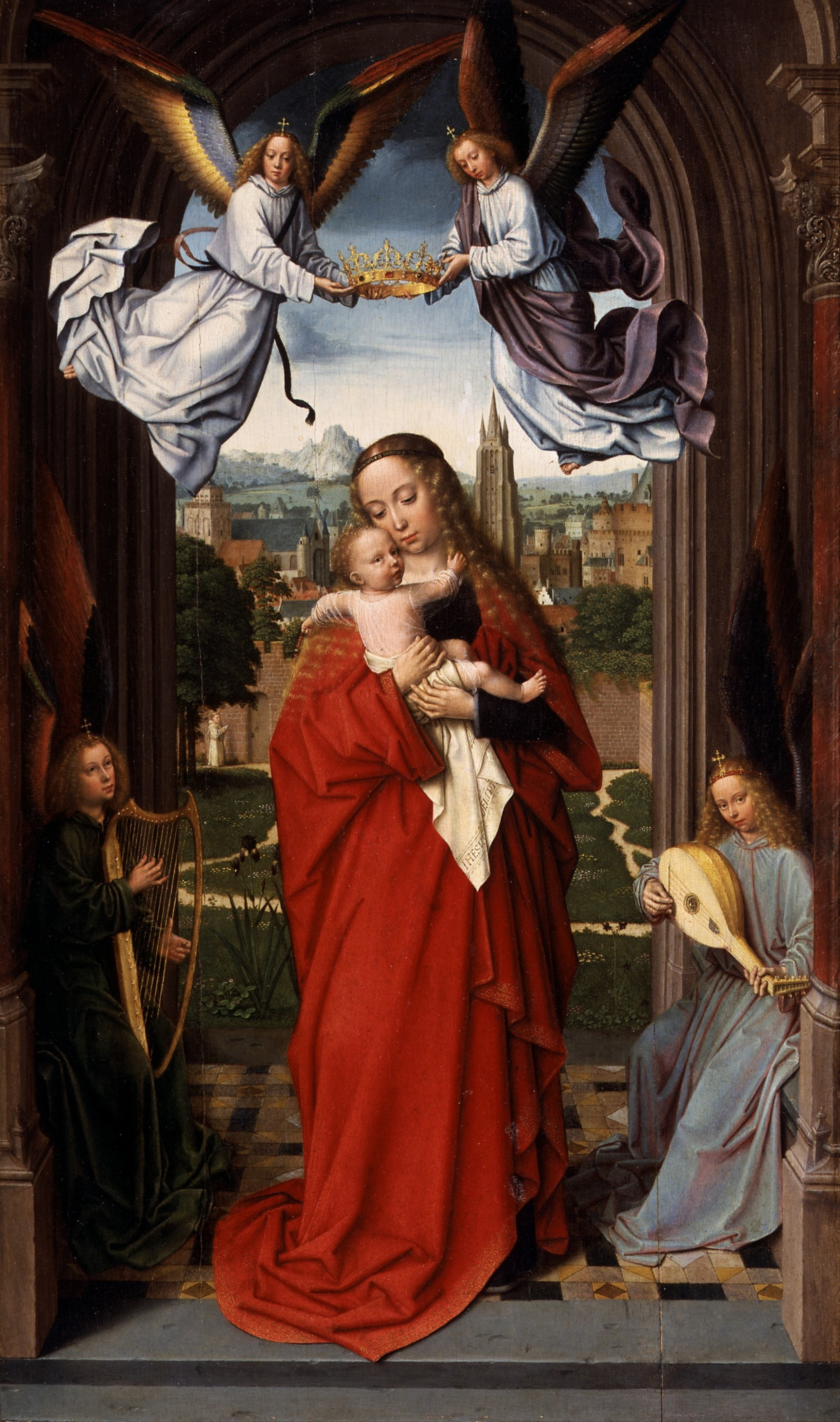
Gerard David, Madonna col Bambino e quattro angeli, c. 1510–15. 63.2 cm × 39.1 cm, Metropolitan Museum of Art.

Le Madonne bizantine e le loro copie italiane iniziarono a essere usate come prototipi dai primitivi fiamminghi dagli anni venti del Quattrocento con Robert Campin e Jan van Eyck. Quello fu un periodo in cui il commercio e il desiderio di devozione e salvezza, e qualche volta la politica, guidavano la commissione delle opere devozionali. Tra i pittori che esplicitamente adattarono la Madonna di Cambrai figurano Petrus Christus, a cui vennero richieste tre opere nel 1454, Rogier van der Weyden, Dieric Bouts e Gerard David. In generale gli artisti fiamminghi cercavano di rendere l'immagine più umana, ad esempio dipingendo il Bambino in maniera più realistica ed estendendo il suo braccio verso sua madre.
Un iniziale picco di produzione di copie del dipinto era probabilmente connesso con la raccolta di fondi di Filippo III per il suo progetto di riconquista di Costantinopoli. Il vescovo di Cambrai dal 1439 al 1479 era Giovanni di Borgogna, il fratello illegittimo di Filippo III, e nel giugno 1455 il capitolo della cattedrale commissionò dodici copie a Hayne de Bruxelles per venti sterline, una delle quali si è conservata ed è oggi al Nelson-Atkins Museum of Art di Kansas City, anche se l'attribuzione è incerta. Come la Madonna di van der Weyden a Houston, anche questa interpreta liberamente l'originale di Cambrai in uno stile fiammingo contemporaneo: la faccia della Madonna ha delle fattezze nordeuropee, e il suo corpo è più pieno. In entrambi gli adattamenti lo sguardo della Madonna è stato decisamente alterato, dato che guarda il Bambino e non l'osservatore.
Le tre copie di Petrus Christus vennero commissionate dal conte Giovanni II di Nevers, sia primo cugino che figliastro Filippo III, dato che la madre, Bona d'Artois, sposò Filippo III dopo che suo marito morì nella Battaglia di Azincourt. Il conte fu «guardiano e consigliere della cattedrale». Lo scopo di entrambe le serie di copie era forse quello di distribuirle ai cortigiani, sia per promuovere la raccolta di fondi di Filippo, che come ringraziamento nei confronti di coloro che avevano già contribuito. Le tre copie del conte costarono venti sterline fiamminghe, mentre le dodici del capitolo costarono solo una sterlina l'una, fatto questo che ha generato varie controversie tra gli studiosi.
Una miniatura di Simon Bening realizzata intorno al 1520 e ora nel Museo di belle arti di Gand, mostra un'interpretazione dell'icona in uno stile posteriore, mentre altre copie di vari periodi, alcune delle quali erano forse commissionate da Giovanni e Filippo, erano più fedeli all'originale. Tali paralleli stilistici sono caratteristici del periodo, data la presenza di molte icone della Scuola cretese, la cui importazione era un'attività economica piuttosto importante, che potevano essere ordinate in quantità scegliendo tra lo stile greco o latino.